# Paul-Émile Destouches
Paul-Émile Destouches, ou Détouche, né le 13 décembre 1794 à Paris et mort dans la même ville le 11 juillet 1874, est un peintre français.

## Biographie

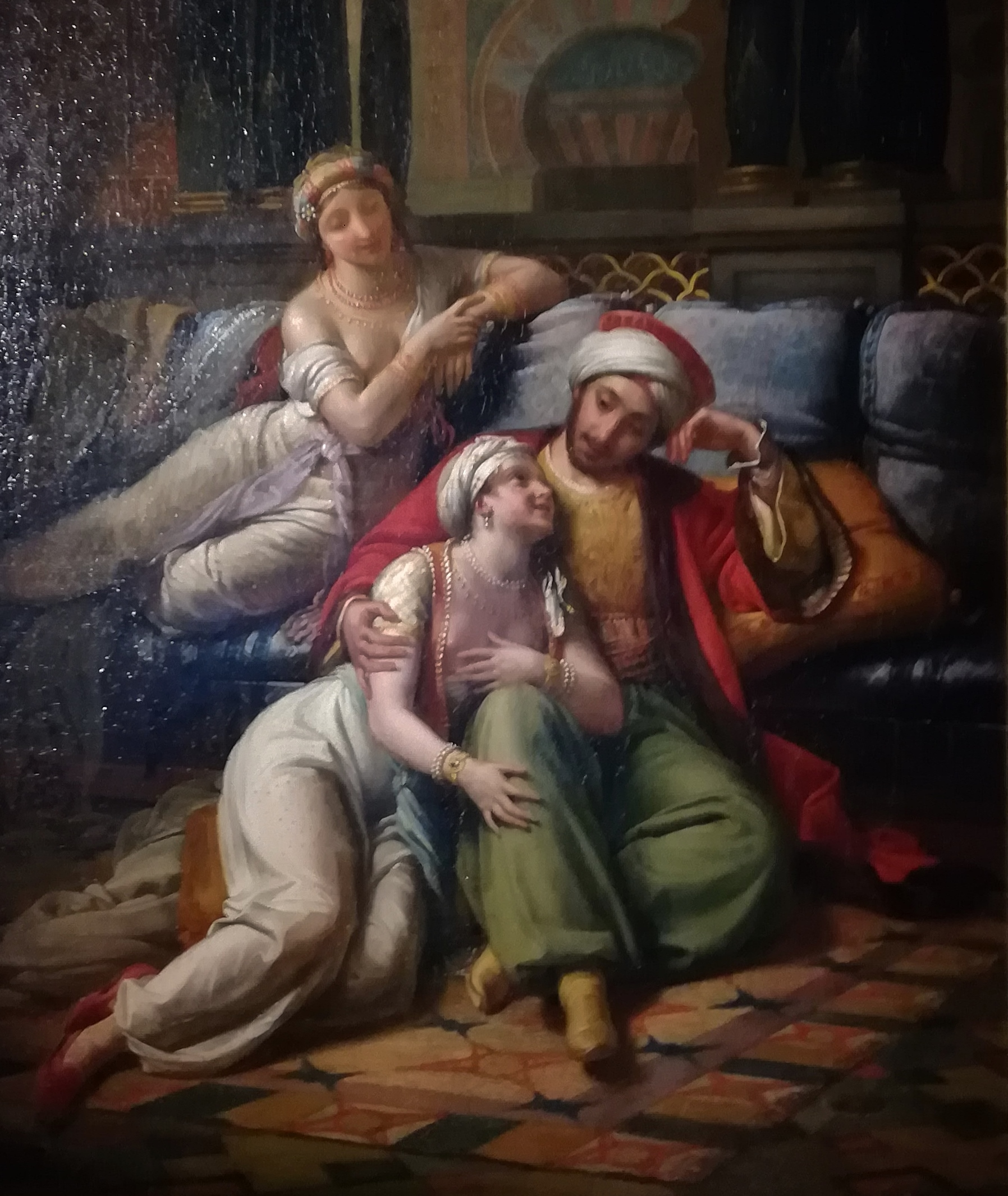
Shéhérazade, 1824, Cherbourg, musée Thomas Henry.

Paul-Émile Détouche est le fils de François Détouche (1751-1821), artiste peintre, et de Marie Félicité Carton.
Élève de Pierre-Narcisse Guérin, Jacques-Louis David et du baron Gros, il expose au Salon à partir de 1817 et reçoit ses premières médailles en 1819 et 1827
Il rencontre un vif succès en 1827 avec le Ruban de la Comtesse et le Mariage de Figaro, puis en 1930 avec l’Amour médecin.
Il épouse Émilie Henriette Octavie Delage (1804-1891) en 1855.
Il meurt à son domicile parisien de la rue de Varenne le 11 juillet 1874 et est inhumé le 13 juillet au cimetière du Montparnasse (division 6) ; sa sépulture est déplacée en septembre de la même année.